# Ингунда
Ингунда (на латински: Ingundis; Ingonde, Ingund, Ingunda; * ок. 499, Тюрингия; † ок. 546) e кралица на франките, първата съпруга на краля на франките Хлотар I, от рода на Меровингите.

## Живот
Дъщеря е на крал Хлодомер II, краля на Вормс, и Арнегунда Саксонска, по други източници на крал Бадерих от Тюрингия (ок. 480 – ок. 529). Сестра е на Арнегунда.
Ингунда се омъжва за Хлотар I през 516/517 г. Съпругът ѝ се разделя с нея и през 524 г. и се жени за Гунтека (Guntheuca или Gondioque), вдовицата на брат му Хлодомер. След това той отново се жени за Ингунда, вероятно след смъртта на Гунтеука.
През 533/534 г. Хлотар I се жени за сестра ̀и Арнегунда и ражда сина им Хилперих I. През 540 г. той се жени за Радегунда († 587), дъщеря на краля на Тюрингия Бертахар. По-късно Хлотар I се жени за Хунсина, а през 555 г. за Валдерада, дъщеря на краля на лангобардите Вахо и вдовица на роднината му Теодобалд († 555), но скоро след това, по настояване на благородниците, се разделя с нея и тя се омъжва за баварския херцог Гарибалд I.
Ингунда умира около 546 г.

## Деца
- Гунтар († пр. 561)
- Хилдерих († пр. 561)
- Хариберт I, крал на Париж
- Гунтрам I, крал на Бургундия
- Сигиберт I, крал на Австразия
- Хлотсинд, която ок. 560 г. се омъжва за лангобардския крал Албоин.